# ジークフリート・ベーレント
ジークフリート・ベーレント（Siegfried Behrend, 1933年11月19日 - 1990年9月20日）は、ドイツのギタリスト、指揮者、作曲家。

## 略歴
ベルリン出身。ギタリストとして、ベルリン・フィルハーモニー管弦楽団の伴奏でアランフエス協奏曲のソリストをつとめるなど活躍。昭和天皇、イランのモハンマド・レザー・シャー、エジプトのガマール・アブドゥン＝ナーセル大統領の前で演奏した。
またベーレントはコンラート・ヴェルキ、ハインリヒ・コニエッツニー、ヘルマン・アンブロジウスらとともに戦後ドイツのマンドリン音楽の向上に努めた。ザールラント州マンドリンオーケストラ、全ドイツマンドリンオーケストラなどで指揮者としても活動し、コニエッツニーやディートリヒ・エルトマンらの作品の初演を行った。

## 主な作品

### ギター独奏
- 運動

### マンドリンオーケストラ
- セレナーデ
- コンガ
- ルンバ・カタラン
- ヒロシマへのレクイエム
- さくら組曲
- ギターとマンドリンオーケストラのための「スペインの印象」

## 文献
- Helmut Richter: Siegfried Behrend 1933–1990 – Stationen. Verlag Karl Maria Laufen, Oberhausen 2000, ISBN 3-87468-171-8.
- Maren Trekel: Siegfried Behrend: Ein Leben für die Gitarre, die Zupforchester und deren Musik. Diplomarbeit. Trekel, Hamburg 2000.